# Steinküppel (Spessart)
Der Steinküppel ist ein 329 Meter hoher Berg bei Mömbris im Spessart im bayerischen Landkreis Aschaffenburg.

## Geographie

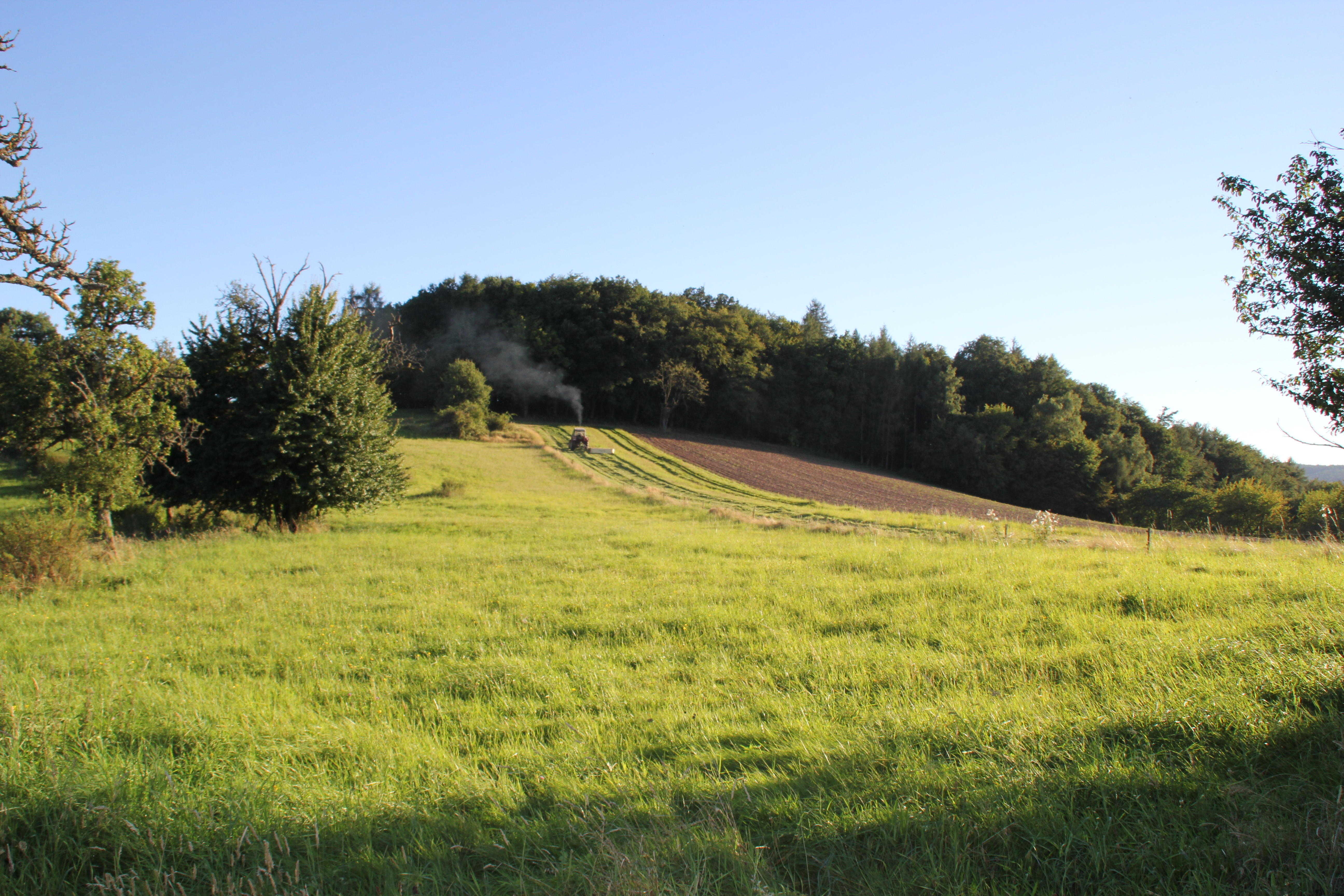
Gipfelbereich des Steinküppels

Am Fuße des Steinküppels liegt im Kahltal der zu Mömbris gehörende Ortsteil Niedersteinbach, wo direkt unterhalb des Berges die Staatsstraße 2305 verläuft. Der Steinküppel wird im Südosten durch den Oberschurbach begrenzt. Nordwestlich des Gipfels entspringt der Borngraben. Im Norden ist der Steinküppel mit dem Herrenberg (341 m) im Süden mit dem Gretenberg (283 m) verbunden. Nur die westlichen Berghänge des Steinküppels sind bewaldet. Dort liegt der Buchborn.